# Хляб
Хлябът е тестено изделие, съдържащо минимум 2 съставки – брашно и вода, приготвено посредством изпичане или обработка с пара.
Брашното, което се използва за приготвянето на хляб, се добива от различни зърнено-житни култури (обикновено пшеничено, ечемичено, овесено, царевично или ръжено). Хлябът може да се приготвя в различни форми и с различен състав, пълнеж и добавки. Това създава допълнително разнообразие на видовете и използваните имена в различните части на света (съществуват над 500 вида хляб). Въпреки това разнообразие, хлябът се произвежда предимно от втасало с хлебна мая (дрожди) или квас тесто с добавена сол. Обичайната рецепта е: на 1 kg брашно – около 600 g вода, 1 ч.л. сол, мая и следва приготвяне на тесто, което втасва при температура 35 – 38 °C в продължение на 35 – 45 минути, след което се пече при температура от 190 до 245 °C в зависимост от вида на хляба. Хлябът може да е от „бял“ до „черен“, обикновен или формован и да съдържа добавки като сушени домати, зеленчуци, плодове, маслини, зърна от слънчоглед, тиква, пшеница, сусам, лен и други, както и масло, мляко, яйца и т.н. Специализираните места, където се продава хляб, се наричат хлебарници, а където се прави хлябът – хлебопекарни.
Много народи използват хляба като символ в различни обреди и ритуали. Християните го наричат „плътта Христова“. В България той е символ на гостоприемство и по традиция официални гости се посрещат с хляб и сол, или с хляб и мед.
Пресният ръчно изработен и неформован (опечен във формоващ съд) хляб често е предпочитан, защото се отличава с аромат, вкус и вид. Запазването на свежестта на хляба е важно, защото той загубва качествата си, когато изсъхне. За тази цел може да се продава загънат в хартия и се съхранява в специална кутия за хляб. Затварянето на прясно изпечен хляб в паронепропусклива опаковка го запарва и е предпоставка за заболяване от така наречената „картофена болест“ на хляба. Ако хлябът се съхранява в топло, влажно и непроветриво място, той мухлясва и става непригоден за консумация. Многото дребни частици от хляба, които остават след рязане или хранене, се наричат трохи, докато по-големите части се наричат хапки или къшеи. Меката вътрешна част на хляба се нарича среда, а външната твърда част – кора, която бива горна и долна (двете са с различен вкус).

## Етимология
Думата хляб по всяка вероятност произлиза от праславянска дума *хлěбъ, заимствана от протогермански език (вероятно готски) *hlaiƀaz. Вероятно от тази дума произлизат и съвременните думи на всички славянски езици, както и производните в езиците на балтийските народи: на фински – leipä, на естонски – leib и други. В езиците от германската група думата за хляб (bread на английски, brea на фризийски, brood на холандски, brot на немски, bröd на шведски) вероятно произлиза думата варя – brew или разчупвам, разтрошавам – break.
В много култури хлябът представлява метафорично описание за потребностите на народа и постигането му на благоденствие. Например изразът „хляб победител“ за домакинството означава постигането на успехи и не е свързан с натрупването на запаси от хляб. Сходно значение има и изразът „да поставя хляба на масата“. Известен е римският политически израз „хляб и зрелища“, благодарение на прилагането му в действителност редица владетели са се задържали на власт. По време на Октомврийската революция в Русия Ленин използва израза „Мир, земя и хляб“. Терминът „житница“ се използва, за да опише продуктивните земи на дадена страна или регион, от които се добиват зърнени култури. В славянските култури изразът „хляб и сол“ описва гостоприемството на населението (прилагателното хлебосольный на руски означава „гостоприемен“). В Индия хлябът е сред основните потребности на населението и се свързва с израза „хляб, дреха и къща“ (roti, kapra aur makan). В Израел хлябът се използва във фраза, характеризираща трудолюбието (lekhem, avoda). В повечето англоговорещи страни хлябът се свързва с постигането на богатство.

## История
Приготвянето на хляб е едно от най-старите занимания, а самият хляб – един от най-старите продукти в човешката история. Първите сведения са от късната неолитна епоха. Първите хлебни изделия са най-вероятно под формата на изпечена зърнена каша, приготвена от едросмляно зърно и вода. Вероятно те са приличали на съвременната мексиканска тортиля (на испански: tortilla), индианските царевични питки, шотландските овесени питки или индийската инджера.
Съхраняването на брашна и жито в големи количества води до появата на стратегически зърнени резерви – житници. Една от теориите за създаване на първите урбанистични селища и градове е именно появата на житниците. В Древен Египет преди 3000 години са създадени първите мелници и хлябът се приготвя в домовете. По-големи хлебопекарни има само в двора на фараона, висшите му сановници и в близост до строежите на храмове и пирамиди (за изхранване на работниците). В тях хлябът се прави само от роби. Бухналият хляб е открит именно от тях, отначало като спонтанна ферментация на тестото, а впоследствие – като предизвикана от ферментиращ гроздов сок или хмел. Заквасването довежда до появата на различни видове теста и съответно на различни видове хлебни изделия. Древногръцкият писател Атеней описва различните видове хляб, които са били разпространени в Древна Гърция. Хлебопризводството става обществен занаят едва в разцвета на Римската империя. Тогава се появяват и първите обществени пекарни, които изхранват населението.
В Средновековна Европа хлябът предимно е ръжен и става основна храна, дори се използва като чиния. Едва в XV век започват да се изработват дървени чинии и хлебните чинии остават в миналото.
Поскъпването на хляба е част от тежката икономическа криза в края на 1780-те години във Франция и считано за една от основните причини за Френската революция. През 1789 година цените на хляба нарастват с 50%, което предизвиква недохранване и глад, а оттам болести и повишена смъртност. Известен е изразът от тогава, приписван на Мария-Антоанета, съпругата на крал Луи XVI: „Като нямат хляб, да ядат пасти“. Така липсата на хляб за населението и надменното отношение на монархията към проблема води до нейния край във Франция.
Нарязаният хляб се появява през 1928 година, когато Ото Фредерик Роведер изработва машина, която не само реже хляба, но и веднага го опакова, за да не се разваля или изсъхва. Друга революционна придобивка е механизирането на ферментацията през 1961 година, което допринася за много по-краткото време за приготвяне на закваската.
В продължение на векове белият хляб се свързва предимно с богатата, привилегирована класа, докато черният хляб се свързва с бедните. През XX век обаче са открити високите хранителни качества на черния (особено на ръжения) хляб и той става предпочитан в много среди, защото е по-здравословен. Към съвременните хлябове често се прибавят различни химически вещества – или за да се съкрати времето за ферментация, или за да се запази свежестта на хляба за по-дълго, за по-добра горна и долна кора, за подобряване формата му и много други. Времето за направата на един хляб в зависимост от вида му е от 45 минути до 3 часа.

## Структура, състав и процес

### Състав

#### Брашно
Брашното е основният продукт при производството на хляба. Получава се при смилането на различни зърнени и псевдозърнени храни. То е с дребнозърнеста (около 160 μm) структура, което се получава от смилане на зърна от различни житни растения – пшеница, ечемик, овес, царевица, ръж, тритикале, спелта. То играе много съществена роля в историята на човечеството и понякога определя хода на важни исторически събития. От качествените показатели на брашното зависи качеството и видът на хляба. Съставът на брашното зависи от качеството на зърното и начина на смилането му. По-грубите брашна се получават от смилането на цялото зърно с всички периферни части. Финото брашно се получава като раздробените частици се сортират чрез използването на сита и отделните фракции се смилат. При по-фините брашна съдържанието на белтъци, целулоза и минерали намалява, а се увеличава съдържанието на въглехидрати. Увеличава се и калоричната стойност на тези брашна.

#### Вода
Към брашното се прибавя вода с по-малка твърдост (варовитост). Тя се използва за направата на тесто, като осигурява условия за слепване на частиците на брашното и в зависимост от количеството си влияе върху процесите на превръщане на тестото в хляб. Количеството течност се определя от съответния вид хляб и рецептата, но основното правило е около една част вода на 3 части брашно.

#### Сол
Солта е една от основните добавки към хляба. Позната още като готварска сол или натриев хлорид, тя се използва широко като овкусител и консервант за храни. Количеството на солта варира от 0,5 до 3% и нейното количество директно влияе върху качествата на хляба.

#### Хлебна мая
Служи за предизвикването на млечно-кисела ферментация. При този процес протичат сложни процеси на преобразуване на тестото и съставните му части, които се наричат зреене на тестото. При ферментацията на захарите се образува въглероден диоксид, който определя порестата структура на хляба. При замесването на ръженото тесто вместо хлябна мая се използва закваска от старо тесто.

#### Въглехидрати
При някои видове луксозен хляб или хлебни изделия се използват при приготвянето на тестото или като пълнеж захар, пудра захар, нишесте, пчелен мед, конфитюр, шоколад, различни плодове и други.

#### Мазнини
Те спомагат подобряването на качеството и балансиране на основните хранителни съставки и улесняват бухването при ферментация като уплътняват порите на глутена и така подобряват газозадържащата способност на тестото.

#### Мляко и млечни продукти
Използват се за подобряване на качествата на хляба и повишаване на белтъчното му съдържание. При някои хлебни изделия вместо мляко се използват плодови сокове.

#### Яйца и яйчни продукти
Придават по-голяма шупливост и увеличен обем на хлебните изделия.

#### Подправки, ядки и плодове
Използват се смесени в тестото, като пълнеж или за поръсване. Банок е хлебна смес, включваща и ядки/плодове.

#### Добавки
При промишленото производство на хляб се използват различни добавки. Емулгатори се добавят за получаване на по-еластично тесто, за хляб с по-голям обем и по-дълго време оставащ свеж. Като консервант при фабричното производство на хляб, особено на нарязан хляб, се използват пропионова киселина и производните от нея, известни като хранителни добавки Е280 до Е283. През 1988 г. поради съмнения за канцерогенното им действие са забранени в Германия, но са разрешени от ЕС. Аскорбинова киселина се влага в тестото за избелване.

### Заквасване
Заквасването на хлебното тесто е използвано от най-древни времена, но разбирането на процеса става на доста по-късен етап. Първоначално част от хлебното тесто е излагано на открито, тъй като е възможно заквасващи бактерии или гъбички – дрожди да се набавят от въздуха. Така получените тестени дрожди са омесвани с основното тесто. Първият заквасващ продукт най-вероятно е бирената мая, която се приготвя от бирена пяна. В страните, в които не се е консумирала бира, за закваска е използвана също и винена мая. Закваската фактически способства за отделяне на въглероден диоксид, който увеличава обема на тестото. Хлябът се пече в специални пещи до златист или кафяв цвят.

### Процес
В България пшениченото тесто за бухнал хляб се приготвя или като всички материали се смесват едновременно, или като се приготвя в началото маяно тесто (мая, малко брашно и вода), а след това към него се прибавят останалото брашно, вода и други материали до получаването на тесто с нормална консистенция. Маяното тесто втасва за 3 до 4,5 часа, а главното тесто за около 1 час. По време на този процес се извършват редица химически процеси в състава на тестото. Тестото се формова и изпича при температура 220 до 240 °C за 35 до 40 минути. От 100 кг брашно се получават около 140 кг хляб. По време на изпичането продължават химическите преобразования, като се прекъсва дейността на дрождите. Тестото е лош проводник, поради което температурата във вътрешността на хляба е 95 до 98 °C, а на кората е от 110 до 120 °C. В резултат на тази температура се образува декстрин.

## Консумация
България е една от страните в света с най-голяма консумация на хляб в света. За 2013 г. в България са консумирани съгласно някои статистически данни 95 кг хляб от човек от населението, за разлика например от Обединеното кралство с 32 кг. Повече от България е консумацията само в Турция. В Германия, където консумацията на хляб е 56 кг, има официално регистрирани 3000 вида хляб и хлебни изделия. Структурата на потребление в Германия включва една трета ръжено-пшеничен хляб, който доказано е по-богат на минерали и витамини от обикновения бял хляб.
За здравия човек най-подходящ е пълнозърнестият хляб. Той осигурява необходимите баластни вещества, витамини и минерални соли. При консумацията на хляб освен изборът на вида на основните брашна в него, трябва да се има предвид и че пресният хляб по-трудно се усвоява от организма на човек и затова са необходими минимум 12 часа отлежаване след изпичането. Леко втвърденият хляб е много по-полезен и много по-лесно се усвоява от току-що изпечения хляб.
При захарна болест се препоръчва пълноценен ръжен хляб, който съдържа по-малко въглехидрати и захари и много витамини от група В. При лечебното хранене и при стомашно-чревни заболявания се препоръчва главно препечен хляб и сухари. При препичането на хляба част от скорбялата се превръща в декстрин, който се усвоява по-лесно. При бъбречни и чернодробни заболявания, както и при анемия се препоръчва пълнозърнест хляб. При бъбречни заболявания, както и при сърдечно-съдови заболявания се препоръчва консумацията на безсолен хляб.

## Видове хляб
Една от основните характеристики на хляба, използван в съвременното хранене, е съдържанието на глутен в брашното, използвано при производството на хляб. Обикновено глутенът подпомага получаването на обем на хляба, като задържа газовите обеми при заквасването.
Зърнени култури с високо съдържание на глутен са спелта (10,3 g/100 g брашно), пшеница (8,66 g/100 g брашно), ръж ((3,2 g/100 g), овес (5,6 g/100 g пълнозърнесто брашно), ечемик (5,624 g/100 g) Зърнени култури като царевица, просо и ориз, както и псевдозърнени култури като киноа, амарант (щир) и елда не съдържат глутен.
Свойства на различни характерни видове хляб:
- Ръжен хляб

Свойствата на ръженото брашно са коренно различни при изпичането на хляба от тези на пшениченото брашно. Причината е основно в това, че в тестото от ръж глутенът, поради наличието на пентозани, не може да изгражда газозадържащи свойства. Ръжените печива се отличават от пшеничените със своето по-тъмно, здраво и ароматно тесто. Чистият ръжен хляб е по-плътен и има по-малки пори. Често от ръжта се правят смесени и пълнозърнести хлябове. Поради по-високото съдържание на аминовата киселина лизин, ръженият хляб може да бъде важна съставна част на хармоничното хранене.
- Царевичен хляб

В страните, в които по-рядко се консумира царевица, просто се мели царевицата на брашно. Там, където царевичното брашно е основна храна, първоначално царевицата се вари дълго в алкална вода (например с дървесна пепел или разтворен варовик), обелва се и се мели на брашно, мокра или след изсушаване. При този процес, наречен Nixtamalisation, съдържащият се в царевицата витамин PP може да бъде усвоен от човешкия организъм и се подобряват вкусът му и способността за направа на хлебни изделия. В САЩ царевичният хляб е добавка към традиционното ядене с пуйка на Деня на благодарността. Произвежда се под формата на питки или се смесва с пшеничено брашно за получаването на обемна форма.
- Оризов хляб

Оризовият хляб е хляб изработен от оризово брашно. Тъй като е без глутен, е подходящ за хора с непоносимост към глутена. В Япония е създадена и става популярна хлебопекарна, при която от ориз чрез мелене, месене и изпичане се получава оризов хляб.
- Тостерен хляб

Тостерният хляб е мек пухкав хляб, нарязан предварително на филии. Използва се за допълнително изпичане преди употреба най-често в уред наречен тостер. Може да се използва за правене на сандвичи, които също могат да се изпичат преди употреба. Тестото за тостерния хляб се изработва от пшеничено брашно, вода, обикновено или сухо мляко, мазнини, сол и захар. Трябва да се постигне голяма пухкавост на хляба чрез високо съдържание на яйчен белтък, глутен и млечен белтък. обикновено формата му е квадратна, което се постига с формата на съдовете за изпичане.
- Космически хляб

От първия космически полет с човек на борда през 1961 г. на Юри Гагарин пред учените стои въпросът за подходящата храна за космонавтите. При краткия полет на Гагарин храната е под формата на паста в тубичка (в началото шоколад). При продължителните полети на космонавтите обаче е актуално наличието на разнообразна и богата на всички необходими вещества храна. Хлябът е сред най-разпространените храни по света, но докато са в космическия кораб, астронавтите не могат да се хранят с него в неговия нормален вид. През 1965 г. опитът на американските астронавти Върджил Грисъм и Джон Йънг да се хранят с хляб на борда на Джемини 3 едва не предизвиква авария. Трохите от хляба се разлитат в кабината и има сериозна опасност да влезнат в някои от уредите и да блокират дейността им. Поради това за хляб на борда на космическите кораби се използва подобие на ливански хляб или тортиля, с плътна консистенция и без трохи.
- Погача (пита)

В България това е кръгъл пресен пшеничен хляб, приготвян без квас или мая, със сода бикарбонат или кисело мляко. В България се използва и за обреден хляб например по време на коледната и новогодишната вечер.
- Заместители

При липса на достатъчно суровини за производството на хляб се налага използването на различни заместители, които водят до производството на сурогатен хляб или ерзац хляб. По време на Първата световна война в Германия има отчаян недостатък на продоволствие. Така се появява „военният хляб“ (Kriegsbrot). Този хляб е напълно годен за консумация. Той се състои от 55% ръж, 25% пшеница и 20% картофено брашно, захар и мазнини. Такава е първоначалната рецептура, но ръжта и пшеницата невинаги са били достъпни. Постепенно в рецептата на хляба са въведени овес, царевица, ечемик, боб, грах и елдево брашно. По време на блокадата на Ленинград през Втората световна война в непрекъснато намаляващите дажби на хляб за населението на града все по-голям процент от съдържанието на хляба се заменя от различни сурогати, които имат ниска хранителна стойност. Всичко това води в крайна сметка до големия брой жертви на глада по време на блокадата – над 600 хиляди души.

## Хлебни изделия в България
Видове хляб, разпространени в България
- Бял хляб „Стара Загора“ – хляб от брашно тип 500 – с по-ниско пепелно съдържание,
- Хляб „Добруджа“ – хляб от брашно тип 700;
- Типов хляб „Софийски“ – хляб от тъмно пшеничено брашно (тип 1150);
- Ръжен хляб – съдържа известно (нерегламентирано) количество ръжено брашно (оригиналът е 100% ръж);
- Хляб „Грахам“ – съдържащ бяло, черно брашно и трици, сушено тесто, кимион, яйца, сол, вода, мая в съответните пропорции;
- Пълнозърнест хляб – хляб от брашно, получено от изцяло смлени зърна, без да се разделя на фракции;

В миналото всички зърнени култури са се мелели на мелници-караджейки (между два камъка, без пресяване на трици и люспи), при което в брашната остават всички съставки на зърното. Оттам идва и названието на този най-стар вид хляб „пълнозърнест“, който в днешни условия най-често се приготвя от смесени житни култури – най-често ръж и пшеница (ръженопшеничен), но има и пълнозърнести с много зърна, които всъщност са „многозърнест“ хляб, но се обозначават като „пълнозърнест“, заради придобитата популярност на това име.
Видове пити, приготвяни в България
- Празнична погача;
- Козунак;
- Козуначена питка;
- Колачета, коледни кравайчета /гевреци – кръгли (от слав.дума „коло“) обредни хлебчета разпространени сред Славянски народи (Russian: кала́ч; Ukrainian: калач or колач; Hungarian: kalács; Romanian: colac; Serbian: колач/kolač, Bulgarian: колач)
- Житена (пшеничена, обикновена) питка;
- Еврейски безквасен хляб маца;
- Безквасна „содена“ питка;
- Гарнирана пита (тънка питка с добавка, подобна на пица, но без заливка от доматен сос);
- Гарнирана пита със заливка (български аналог на италианска пица, като заливката е доматен сок и/или ситно смляна лютеница);

Видове тестени (хлебни) закуски, приготвяни в България
- Гевреци
- Обикновени (хлебни) кифли
- Козуначени кифли
- Маслени кифли (аналог на френските „кроасани“ и немски „бутерки“)
- Пържени кифлички (български аналог на руските пирожки) и пълненки (наш аналог на пелмените, но пържени или печени с мазнина във фурна)
- Мекици и понички
- Пържени филийки
- Катми и солени палачинки
- Палачинки (десертни, сладки)

## Специфични хлебни изделия на европейските народи
1. Франция – багет (франзела), креп (френски палачинки), пандеми (нарязан сладък хляб за тостер), хляб с орехи, бадеми или лешници
2. Германия – рогенмишброт (типов хляб), кюрбискернброт (хляб с тиквено семе), картофен хляб, щолен (коледен хляб), бретцел (характерен особено за Швабия).
3. Австрия – щрудел, виенски хляб
4. Шотландия – „скотълз“
5. Италия – полента, пица, макаронени изделия, панетоне, лазаня, чабата
6. Испания – пан (пшеничен хляб), пан де маиз (царевичен хляб), пан де папа /или пан де патата/ (картофен хляб)
7. Русия – олади, пелмени, блини, пирожки, лепьошки
8. Гърция – хляб с маслини, хляб със слънчогледово семе, пита
9. Армения – лаваш, матнакаш
10. Турция – баклава, кадаиф
11. Румъния – мамалига (качамак)
12. Сърбия – лепиня с каймак
13. Словения – лепиня (обикновен пшеничен хляб, подобен на българския „Добруджа“ или „Стара загора“), както и общо название за всякакъв вид хляб.

## Метафори, свързани с хляб
- Черен хляб – символ на бедност и принизеност. Пример: „Омръзна ми да бъда черен хляб“ – Омръзна ми да съм беден (потиснат).
- Хлябът като символ на получаване на прехрана от професия, работа, труд. Пример: „Изкарвам си хляба.“ – Работя, упражнявам някаква професия, трудя се.
- Хлябът като синоним на потенциала. Пример: „Има много хляб в тази работа.“ – Тази работа е много благодатна.
- Тесто – символ на потекло. Пример: „Искам да се оженя за жена от добро тесто.“ – Искам да се оженя за богата жена (жена от добро потекло).
- Мая (закваска) – символ на опитност и изкусност. Пример: „Ковачът беше заквасен с много майсторлък“ – Ковачът е много опитен.
- Топъл пресен хляб – символ на атрактивност и желаност. Пример: „Продаваше се като топъл хляб“ – Продаваше се много добре.

## Хлябът в изкуството
В разказа си „Хляб“ от Барутен буквар писателят Йордан Радичков пише:
| „ | Народецът, и той гледа на хлеба като на нещо свето, хлеб не се оставя никога на софрата по гръб, високи гости с хлеб и сол ще бъдат посрещнати, човек не може да стъпи с крак върху хлеба, а по християнските празници верващите се причестяват с хлеб и вино. | “ |

## Ритуални значения на хляба
1. Християнското тайнство евхаристия се извършва с хляб и вино, които символизират Христовата плът и кръв.
2. Посрещане с хляб и сол символизира гостоприемство и приятелство.